# بوشترانگه (ورانگه)
بوشترانگه (به صربی: Buštranje) یک روستا در صربستان است که در ناحیه پچینیا واقع شده‌است. بوشترانگه ۴۸۷ نفر جمعیت دارد.